# Domenico Vandelli
Domenico Agostino Vandelli (* 8. Juli 1735 in Padua; † 27. Juni 1816 in Lissabon) war ein italienischer Naturforscher, der den Großteil seiner wissenschaftlichen Arbeit in Portugal leistete. Sein botanisches Kürzel ist „Vand.“.

## Leben und Wirken
Vandelli entstammte aus einer bedeutenden Adelsfamilie aus Modena. Sein Vater Girolamo war 1730 nach Padua gezogen, um an der Universität Chirurgie zu lehren.
Domenico Vandelli studierte an der Universität Padua zusammen mit Giulio Pontedera und Pietro Arduino Biologie. Um 1761 schloss er sein Studium ab. Sein Doktorvater war der Anatom Giovanni Battista Morgagni.
Während seiner Tätigkeit als Naturforscher in Italien begann er einen Briefwechsel mit dem schwedischen Naturforscher Carl von Linné, der mehrere Jahre lang andauerte. Im Jahr 1763 wurde er von Katharina der Großen von Russland eingeladen, der Fakultät der Universität von St. Petersburg beizutreten, was er jedoch ablehnte.
1764 zog Vandelli nach Portugal, wo er 1765 zum Dozenten für Chemie und Naturwissenschaften an der Universität von Coimbra ernannt wurde. Er war der erste Aufseher für den Botanischen Gartens der Universität Coimbra, dem 1791 Félix Avelar Brotero folgte. Eines seiner Hauptwerke war der Tractatus de thermis agri patavini, den er 1761 veröffentlichte. Um 1791 wurde er der Direktor des Königlichen Botanischen Gartens am ersten Palácio Nacional da Ajuda in Lissabon, an dessen Anlage er 1768 maßgeblich beteiligt gewesen war. Er war einer der Mentoren der Akademie der Wissenschaften von Lissabon.
Auf dem Gebiet der Herpetologie ist er dafür bekannt, dass er die größte lebende Schildkröte der Welt, die Lederschildkröte (Dermochelys coriacea), und die Maurische Netzwühle (Blanus cinereus) entdeckt hat.